# Константа равновесия
Конста́нта равнове́сия — величина, определяющая для данной химической реакции соотношение между термодинамическими активностями (либо, в зависимости от условий протекания реакции, парциальными давлениями, концентрациями или фугитивностями) исходных веществ и продуктов в состоянии химического равновесия (в соответствии с законом действующих масс). Зная константу равновесия реакции, можно рассчитать равновесный состав реагирующей смеси, предельный выход продуктов, определить направление протекания реакции.

## Способы выражения константы равновесия
Для реакции в смеси идеальных газов константа равновесия может быть выражена через равновесные парциальные давления компонентов {\displaystyle p_{i}} по формуле:
{\displaystyle K_{p}=\prod p_{i}^{{\nu }_{i}},}
где {\displaystyle \nu _{i}} — стехиометрический коэффициент (для исходных веществ принимается отрицательным, для продуктов — положительным). {\displaystyle K_{p}} не зависит от общего давления, от исходных количеств веществ или от того, какие участники реакции были взяты в качестве исходных, но зависит от температуры.
Например, для реакции окисления монооксида углерода:
{\displaystyle \mathrm {2CO} +\mathrm {O} _{2}=\mathrm {2CO} _{2}}
константа равновесия может быть рассчитана по уравнению:
{\displaystyle K_{p}={\frac {p_{\mathrm {CO} _{2}}^{2}}{p_{\mathrm {CO} }^{2}\cdot p_{\mathrm {O} _{2}}}}}
Если реакция протекает в идеальном растворе и концентрация компонентов выражена через молярность {\displaystyle c_{i}}, константа равновесия принимает вид:
{\displaystyle K_{c}=\prod c_{i}^{{\nu }_{i}}.}
Для реакций в смеси реальных газов или в реальном растворе вместо парциального давления и концентрации используют соответственно фугитивность {\displaystyle f_{i}} и активность {\displaystyle a_{i}}:
{\displaystyle K_{f}=\prod f_{i}^{{\nu }_{i}}}
{\displaystyle K_{a}=\prod a_{i}^{{\nu }_{i}}}
В некоторых случаях (в зависимости от способа выражения) константа равновесия может являться функцией не только температуры, но и давления. Так, для реакции в смеси идеальных газов парциальное давление компонента может быть выражено по закону Дальтона через суммарное давление и мольную долю компонента ({\displaystyle p_{i}=P\cdot x_{i}}), тогда легко показать, что:
{\displaystyle K_{p}=K_{x}P^{\Delta n},}
где {\displaystyle \Delta n} — изменение числа молей веществ в ходе реакции. Видно, что {\displaystyle K_{x}} зависит от давления. Если число молей продуктов реакции равно числу молей исходных веществ ({\displaystyle \Delta n=0}), то {\displaystyle K_{p}=K_{x}}.
Часто вместо самой константы равновесия {\displaystyle K_{p}} используют показатель константы равновесия {\displaystyle \mathrm {p} K_{\mathrm {p} }}, который определяется как отрицательный десятичный логарифм константы {\displaystyle K_{p}}:
{\displaystyle \mathrm {p} K_{\mathrm {p} }=-\lg \left(K_{\mathrm {p} }\right).}

### Стандартная константа равновесия
Стандартная константа равновесия реакции в смеси идеальных газов (когда начальные парциальные давления участников реакции равны их значениям в стандартном состоянии {\displaystyle p_{i}^{0}=0{,}1013} МПа или 1 атм) может быть рассчитана по выражению:
{\displaystyle K^{0}=\prod ({\tilde {p_{i}}})^{v_{i}},}
где {\displaystyle {\tilde {p_{i}}}} — относительные парциальные давления компонентов, {\displaystyle {\tilde {p_{i}}}=p_{i}/p_{i}^{0}}.
Стандартная константа равновесия — безразмерная величина. Она связана с {\displaystyle K_{p}} соотношением:
{\displaystyle K_{p}=K^{0}(p_{i}^{0})^{\Delta n}.}
Видно, что если {\displaystyle p_{i}^{0}} выражены в атмосферах, то {\displaystyle (p_{i}^{0})^{\Delta n}=1} и {\displaystyle K_{p}=K^{0}}.
Для реакции в смеси реальных газов в стандартном начальном состоянии парциальные фугитивности газов принимаются равными их парциальным давлениям {\displaystyle f_{i}^{0}=p_{i}^{0}=0{,}1013} МПа или 1 атм. {\displaystyle K_{f}} связана с {\displaystyle K_{0}} соотношением:
{\displaystyle K_{f}=K^{0}(\gamma _{i}p_{i}^{0})^{\Delta n},}
где {\displaystyle \gamma _{i}} — коэффициент фугитивности {\displaystyle i}-го реального газа в смеси.

### Константа равновесия реакций в гетерогенных системах
Для гетерогенной химической реакции, например, между компонентами реального газа и реального раствора, константа равновесия в общем случае может быть выражена уравнением:
{\displaystyle K_{fa}=~\prod (f_{i}^{\nu _{i}}a_{k}^{\nu _{k}}),}
где {\displaystyle f_{i}} — фугитивность компонентов газовой фазы, а {\displaystyle a_{k}} — активность компонентов конденсированной фазы.
Если конденсированные фазы (твёрдые или жидкие) представляют собой практически чистые вещества, их активности постоянны и могут быть включены в константу равновесия (то есть в левую часть выражения выше). Условно можно принять их равными единице и, таким образом, исключить из выражения.
Например, для реакции твёрдофазного восстановления оксида железа:
{\displaystyle \mathrm {FeO} \mathrm {(sol)} +\mathrm {CO} \mathrm {(gas)} =\mathrm {Fe} \mathrm {(sol)} +\mathrm {CO} _{2}\mathrm {(gas)} }
константа равновесия (при условии, что газовая фаза идеальна) имеет вид:
{\displaystyle K_{p}={\frac {p_{\mathrm {CO} _{2}}}{p_{\mathrm {CO} }}}}

## Термодинамическое описание равновесия
Наряду с обозначением {\displaystyle Q} для соотношения активностей веществ в произвольный момент реакции {\displaystyle t} («коэффициент реакции»)
{\displaystyle Q_{r}={\frac {\left\{C_{t}\right\}^{\sigma }\left\{D_{t}\right\}^{\tau }}{\left\{A_{t}\right\}^{\alpha }\left\{B_{t}\right\}^{\beta }}}={\frac {\prod a_{j(t)}^{\nu _{j}}}{\prod a_{i(t)}^{\nu _{i}}}}=\prod a_{n(t)}^{\nu _{n}}}
(обозначения для приведённой ниже реакции; последнее равенство написано в обозначении, что стехиометрические коэффициент берутся со знаком «+» для продуктов и со знаком «−» для исходных веществ)
в химической термодинамике используется обозначение {\displaystyle K_{\mathrm {eq} }} для такого же по форме соотношения между равновесными активностями веществ
{\displaystyle K_{\mathrm {eq} }={\frac {[C]^{\sigma }[D]^{\tau }}{[A]^{\alpha }[B]^{\beta }}}={\frac {\prod a_{j(t=\infty )}^{\nu _{j}}}{\prod a_{i(t=\infty )}^{\nu _{i}}}}=\prod a_{n(t=\infty )}^{\nu _{n}}}
(то есть соотношения активностей в момент {\displaystyle t=\infty }, в момент равновесия). Далее приведено термодинамическое описание химического равновесия и описана связь {\displaystyle K_{\mathrm {eq} }} со стандартной энергией Гиббса процесса.
В системе, где протекает химическая реакция
{\displaystyle \alpha A+\beta B\rightleftharpoons \sigma C+\tau D}
равновесие может быть описано условием
{\displaystyle \left({\frac {dG}{d\xi }}\right)_{T,p}=0,}
где {\displaystyle \xi } есть химическая переменная
или, то же самое условие равновесия может быть записано с использованием химических потенциалов как
{\displaystyle \alpha \mu _{A}+\beta \mu _{B}=\sigma \mu _{C}+\tau \mu _{D},}
где химические потенциалы
{\displaystyle \mu _{A}=\mu _{A}^{\ominus }+RT\ln\{A\},}
здесь {\displaystyle {A}} — строго говоря, активность реагента A; при допущениях об идеальных газах можно заменить их на давления, для реальных газов можно заменить на фугитивности, при допущении о том, что раствор подчиняется закону Генри, можно заменить на мольные доли, и при допущении, что раствор подчиняется закону Рауля — на парциальные давления; для системы в равновесии может быть заменена на равновесную молярную концентрацию или на равновесную активность.
Выражение для энергии Гиббса принимает вид
{\displaystyle dG=Vdp-SdT+\sum _{i=1}^{k}\mu _{i}dN_{i},}
а так как {\displaystyle dN_{i}=\nu _{i}d\xi }, можно записать выражение для производной изобарного потенциала по химической переменной в виде
{\displaystyle \left({\frac {dG}{d\xi }}\right)_{T,p}=\sum _{i=1}^{k}\mu _{i}\nu _{i}=\Delta _{r}G_{T,p}=\sigma \mu _{C}+\tau \mu _{D}-\alpha \mu _{A}-\beta \mu _{B}=(\sigma \mu _{C}^{0}+\tau \mu _{D}^{0})-(\alpha \mu _{A}^{0}+\beta \mu _{B}^{0})+(\sigma RT\ln\{C\}+\tau RT\ln\{D\})-(\alpha RT\ln\{A\}+\beta RT\ln\{B\})=}
{\displaystyle =\sum _{i=1}^{k}\mu _{i}^{0}\nu _{i}+RT\ln {\frac {\{C\}^{\sigma }\{D\}^{\tau }}{\{A\}^{\alpha }\{B\}^{\beta }}}=\Delta _{r}G^{0}+RT\ln Q_{r}.}
При равновесии (иначе говоря, при условии что время {\displaystyle \tau =\infty })
{\displaystyle Q_{r}=K_{\mathrm {eq} }.}
Записав теперь условие равновесия {\displaystyle \Delta _{r}G=0=\Delta _{r}G^{0}+RT\ln K_{\mathrm {eq} }} найдём связь {\displaystyle K_{\mathrm {eq} }} со стандартной энергией Гиббса:
{\displaystyle \Delta _{r}G^{0}=-RT\ln K_{\mathrm {eq} }.}

## Равновесный состав смеси и направление реакции
Упомянутый выше «коэффициент реакции» {\displaystyle Q} (другие обозначения, встречающиеся в литературе — {\displaystyle \Omega } или {\displaystyle \pi } — «произведение реакции»)
{\displaystyle Q_{r}=\prod a_{n(t)}^{\nu _{n}}}
отражает соотношение текущих активностей всех участников реакции и может быть использован для определения направления реакции в момент, для которого известен {\displaystyle Q}
Если в момент {\displaystyle t} коэффициент {\displaystyle Q>K}, то текущие активности продуктов больше равновесных, и значит они должны уменьшиться к тому моменту, когда установится равновесие, то есть в данный момент протекает обратная реакция;
Если {\displaystyle Q=K}, то равновесное состояние достигнуто и скорости прямой и обратной реакций равны;
Если {\displaystyle Q<K}, то {\displaystyle v_{1}>v_{-1}}
С использованием величины {\displaystyle Q_{r}} записывается уравнение изотермы химической реакции (изотермы Вант-Гоффа)
{\displaystyle \Delta G_{p,T}=RT\ln Q_{r}-RT\ln K_{\mathrm {eq} }=RT\ln {\frac {Q_{r}}{K_{\mathrm {eq} }}}=\sum \nu _{i}\mu _{i},}
где {\displaystyle \nu } — стехиометрические коэффициенты (для продуктов — со знаком «+», для исходных веществ — со знаком «−»; так же, как и в выражениях для {\displaystyle Q} и {\displaystyle K}), а {\displaystyle \mu } — химические потенциалы,
а стандартная энергия Гиббса и стандартная константа суть
{\displaystyle \Delta G_{p,\,T}^{0}=-RT\ln K_{\mathrm {eq} }^{0}=\sum \nu _{i}\mu _{i}^{0},}
где {\displaystyle \mu ^{0}} — стандартные химические потенциалы
Уравнение изотермы показывает, как величина {\displaystyle Q} связана с изменением свободной энергии реакции:
при {\displaystyle Q>K} для прямой реакции {\displaystyle \Delta G>0}, то есть {\displaystyle \sum \nu _{j}\mu _{j}} для продуктов прямой реакции больше, чем для исходных веществ — это означает, что прямая реакция запрещена (значит, не запрещена обратная);
при {\displaystyle Q=K} для прямой реакции {\displaystyle \Delta G=0}, то есть реакция достигла равновесного состояния;
при {\displaystyle Q<K} для прямой реакции {\displaystyle \Delta G<0}, то есть эта самопроизвольное протекание этой реакции разрешено

Величина {\displaystyle K_{\mathrm {eq} }} по определению имеет смысл только для состояния равновесия, то есть для состояния с {\displaystyle {\frac {v_{1}}{v_{-1}}}=1} и {\displaystyle \Delta G_{r}=0}. Величина {\displaystyle K_{\mathrm {eq} }} ничего не говорит о скоростях реакций, но она описывает состав системы в состоянии равновесия.
Если {\displaystyle K\gg 1}, то в системе преобладают продукты (прямой) реакции.
Если {\displaystyle K\ll 1}, то в системе преобладают исходные вещества (продукты обратной реакции).

### Стандартные состояния
Стандартная энергия Гиббса реакции в газовой смеси — энергия Гиббса реакции при стандартных парциальных давлениях всех компонентов, равных 0,1013 МПа (1 атм).
Стандартная энергия Гиббса реакции в растворе — энергия Гиббса при стандартном состоянии раствора, за которое принимают гипотетический раствор со свойствами предельно разбавленного раствора, но с концентрацией всех реагентов, равной единице.
Для чистого вещества и жидкости стандартная энергия Гиббса совпадает с энергией Гиббса образования этих веществ.
Величина стандартной энергии Гиббса реакции может быть использована для приближенной оценки термодинамической возможности протекания реакции в данном направлении, если начальные условия не сильно отличаются от стандартных. Кроме того, сравнивая величины стандартной энергии Гиббса нескольких реакций, можно выбрать наиболее предпочтительные, для которых {\displaystyle \Delta G_{T}^{0}} имеет наибольшую по модулю отрицательную величину.

## Кинетическое описание
Для обратимой химической реакции константа равновесия {\displaystyle K_{\mathrm {eq} }} может быть выражена через константы скорости прямых и обратных реакций.
Рассмотрим элементарную обратимую химическую реакцию первого порядка
{\displaystyle \mathrm {A} \rightleftarrows \mathrm {B} }
По определению, равновесие задаётся условием {\displaystyle v_{1}=v_{-1}}, то есть равенством скоростей прямой и обратной реакций.
В соответствии с законом действующих масс
{\displaystyle v=k{\prod }{a_{j}}^{n_{j}},}
где {\displaystyle k} — константа скорости соответствующей реакции, а {\displaystyle {a_{j}}^{n_{j}}} — равновесные активности реагентов этой реакции, возведённые в степени, равные их стехиометрическим коэффициентам
можно записать условие равновесия в виде
{\displaystyle 1={\frac {v_{1}}{v_{-1}}}={\frac {k_{1}{\prod }{a_{A}}^{n_{A}}}{k_{-1}{\prod }{a_{B}}^{n_{B}}}}.}
То есть
{\displaystyle 1={\frac {k_{1}}{k_{-1}}}\cdot {\frac {\prod {a_{A}}^{n_{A}}}{\prod {a_{B}}^{n_{B}}}}={\frac {k_{1}}{k_{-1}}}\cdot \left(K_{\mathrm {eq} }\right)^{-1}}
(см. термодинамическое описание константы равновесия), что возможно только если
{\displaystyle K_{\mathrm {eq} }={\frac {k_{1}}{k_{-1}}}}
Это важное соотношение даёт одну из «точек соприкосновения» химической кинетики и химической термодинамики.

## Множественные равновесия
В случае, когда в системе устанавливается сразу несколько равновесий (то есть одновременного или последовательного протекает нескольких процессов), каждый из них может быть охарактеризован своей константой равновесия, из которых можно выразить общую константу равновесия для всей совокупности процессов. Можно рассмотреть такую ситуацию на примере ступенчатой диссоциации двухосновной кислоты {\displaystyle \mathrm {H} _{2}\mathrm {A} }. Водный раствор её будет содержать частицы (сольватированные) {\displaystyle \mathrm {H} ^{+}}, {\displaystyle \mathrm {H} _{2}\mathrm {A} }, {\displaystyle \mathrm {HA} ^{-}} и {\displaystyle \mathrm {A} ^{2-}}. Процесс диссоциации протекает в две ступени:
{\displaystyle \mathrm {H} _{2}\mathrm {A} \rightleftharpoons \mathrm {HA} ^{-}+\mathrm {H} ^{+}:K_{1}={\frac {[\mathrm {HA} ^{-}][\mathrm {H} ^{+}]}{[\mathrm {H} _{2}\mathrm {A} ]}}}
{\displaystyle \mathrm {HA} ^{-}\rightleftharpoons \mathrm {A} ^{2-}+\mathrm {H} ^{+}:K_{2}={\frac {[\mathrm {A} ^{2-}][\mathrm {H} ^{+}]}{[\mathrm {HA} ^{-}]}}}
{\displaystyle K_{1}} и {\displaystyle K_{2}} — константы первой и второй ступеней диссоциации соответственно. Из них можно выразить «полную» константу равновесия, для процесса полной диссоциации:
{\displaystyle \mathrm {H} _{2}\mathrm {A} \rightleftharpoons \mathrm {A} ^{2-}+2\mathrm {H} ^{+}:K_{1+2}={\frac {[\mathrm {A} ^{2-}][\mathrm {H} ^{+}]^{2}}{[\mathrm {H} _{2}\mathrm {A} ]}}=K_{1}K_{2}}
Другой пример множественного равновесия — анализ системы осадок/растворимое комплексное соединение.
Допустим, имеется равновесие
{\displaystyle \mathrm {AgI} _{2}^{-}\mathrm {(aq)} \rightleftharpoons \mathrm {AgI} \mathrm {(solid)} +\mathrm {I} ^{-}\mathrm {(aq)} }
Реакцию можно представить в виде двух последовательных равновесий — равновесия разложения комплексного иона на составляющие его ионы, которое характеризуется «константой нестойкости» (величина, обратная «константе устойчивости» {\displaystyle \beta }):
{\displaystyle \mathrm {AgI} _{2}^{-}\mathrm {(aq)} \rightleftharpoons \mathrm {Ag} ^{+}\mathrm {(aq)} +2\mathrm {I} ^{-}\mathrm {(aq)} :K_{1}={\frac {\alpha _{\mathrm {Ag} ^{+}}\alpha _{\mathrm {I} ^{-}}^{2}}{\alpha _{\mathrm {AgI} _{2}^{-}}}}=\beta ^{-1}}
и равновесия перехода ионов из объёма растворителя в кристаллическую решётку
{\displaystyle \mathrm {Ag} ^{+}\mathrm {(aq)} +\mathrm {I} ^{-}\mathrm {(aq)} \rightleftharpoons \mathrm {AgI} \mathrm {(solid)} :K_{2}={\frac {\alpha _{\mathrm {AgI} }}{\alpha _{\mathrm {Ag} ^{+}}\alpha _{\mathrm {I} ^{-}}}}}
с учётом того, что для твёрдых веществ активность принимается равной 1, а в разбавленных растворах активности могут быть заменены на молярные концентрации, получаем
{\displaystyle K_{2}={\frac {\alpha _{\mathrm {AgI} }}{\alpha _{\mathrm {Ag} ^{+}}\alpha _{\mathrm {I} ^{-}}}}={\frac {1}{[\mathrm {Ag} ^{+}][\mathrm {I} ^{-}]}}={\frac {1}{K_{\mathrm {sp} }}},}
где {\displaystyle K_{\mathrm {sp} }} — произведение растворимости
Тогда суммарное равновесие будет описываться константой
{\displaystyle \mathrm {AgI} _{2}^{-}\mathrm {(aq)} \rightleftharpoons \mathrm {AgI} \mathrm {(solid)} +\mathrm {I} ^{-}\mathrm {(aq)} :K={\frac {\alpha _{\mathrm {AgI} }\alpha _{\mathrm {I} ^{-}}}{\alpha _{\mathrm {AgI} _{2}^{-}}}}=K_{1}\cdot K_{2}={\frac {1}{\beta \cdot K_{\mathrm {sp} }}}}
И значение этой константы будет условием преобладания в равновесной смеси комплексного соединения или твёрдой соли: как и выше, если {\displaystyle K\ll 1}, то в равновесной смеси большая часть ионов связана в комплексное соединение, если {\displaystyle K\gg 1}, то в равновесном состоянии в системе большая часть ионов связана в кристаллической фазе.

## Зависимость константы равновесия от температуры
Зависимость константы равновесия реакции от температуры может быть описана уравнением изобары химической реакции (изобары Вант-Гоффа):
{\displaystyle d\ln K_{p}={\frac {\Delta H}{RT^{2}}}dT}
и изохоры химической реакции (изохоры Вант-Гоффа):
{\displaystyle d\ln K_{c}={\frac {\Delta U}{RT^{2}}}dT}
Здесь {\displaystyle \Delta H} и {\displaystyle \Delta U} — тепловой эффект реакции, протекающей, соответственно, при постоянном давлении или при постоянном объёме. Если {\displaystyle \Delta H>0} (тепловой эффект положителен, реакция эндотермическая), то температурный коэффициент константы равновесия {\displaystyle {\frac {d\ln K_{p}}{dT}}} тоже положителен, то есть с ростом температуры константа равновесия эндотермической реакции увеличивается, равновесие сдвигается вправо (что вполне согласуется с принципом Ле Шателье).

## Методы расчета константы равновесия
Расчётные методы определения константы равновесия реакции обычно сводятся к вычислению тем или иным способом стандартного изменения энергии Гиббса в ходе реакции ({\displaystyle \Delta G^{0}}), а затем использованию формулы:
{\displaystyle \Delta G^{0}=-RT\ln K^{0}}, где {\displaystyle R} — универсальная газовая постоянная.
При этом следует помнить, что энергия Гиббса — функция состояния системы, то есть она не зависит от пути процесса, от механизма реакции, а определяется лишь
начальным и конечным состояниями системы. Следовательно, если непосредственное определение или расчёт {\displaystyle \Delta G^{0}} для некоторой реакции по каким-либо причинам затруднены, можно подобрать такие промежуточные реакции, для которых {\displaystyle \Delta G^{0}} известно или может быть легко определено, и суммирование которых даст рассматриваемую реакцию (см. Закон Гесса). В частности, в качестве таких промежуточных реакций часто используют реакции образования соединений из элементов.

### Энтропийный расчёт изменения энергии Гиббса и константы равновесия реакции
Энтропийный метод расчёта {\displaystyle \Delta G} реакции является одним из самых распространённых и удобных. Он основан на соотношении:
{\displaystyle \Delta G_{T}=\Delta H_{T}-T\Delta S_{T}}
или, соответственно, для стандартного изменения энергии Гиббса:
{\displaystyle \Delta G_{T}^{0}=\Delta H_{T}^{0}-T\Delta S_{T}^{0}}
Здесь {\displaystyle \Delta H^{0}} при постоянных давлении и температуре равно тепловому эффекту реакции, методы расчёта и экспериментального определения которого известны — см., например, уравнение Кирхгофа:
{\displaystyle \Delta H_{T}^{0}=\Delta H_{298}^{0}+\int _{298}^{T}\Delta C_{p}dT}
Необходимо получить изменение энтропии в ходе реакции. Эта задача может быть решена несколькими способами, например:
- По термическим данным — с опорой на тепловую теорему Нернста и с использованием сведений о температурной зависимости теплоёмкости участников реакции. Например, для веществ, при нормальных условиях находящихся в твёрдом состоянии:

{\displaystyle S_{298}=S_{0}+\int _{0}^{T}{\frac {C_{p\mathrm {(sol)} }}{T}}dT,}
где {\displaystyle S_{0}=0} (постулат Планка) и тогда, соответственно,
{\displaystyle S_{298}=\int _{0}^{T}{\frac {C_{p\mathrm {(sol)} }}{T}}dT}.
(здесь индекс sol — от англ. solid, «твердый»). При некоторой заданной температуре {\displaystyle T}:
{\displaystyle S_{T}^{0}=S_{298}^{0}+\int _{298}^{T}{\frac {C_{p\mathrm {(sol)} }}{T}}dT}
Для жидких или газообразных при нормальной температуре веществ, или, в более общем случае, для веществ, в интервале температур от 0 (или 298) и до {\displaystyle T} претерпевающих фазовый переход, следует учитывать изменение энтропии, связанное с этим фазовым переходом.
- Для идеальных газов — методами квантовой статистики.
- Различными эмпирическими и полуэмпирическими методами, для этого часто достаточно небольшого объёма исходных данных. Например, для твёрдых неорганических веществ оценить энтропию можно по формуле[7]:

{\displaystyle S_{298}^{0}=A\ln M+B}
где {\displaystyle A} и {\displaystyle B} — табличные константы, зависящие от типа рассматриваемого соединения, {\displaystyle M} — молекулярная масса.
Итак, если известны {\displaystyle \Delta H_{298}^{0}}, {\displaystyle \Delta S_{298}^{0}} и температурные зависимости теплоёмкости, {\displaystyle \Delta G_{T}^{0}} может быть рассчитано по формуле:
{\displaystyle \Delta G_{T}^{0}=\Delta H_{298}^{0}-T\Delta S_{298}^{0}+\int _{298}^{T}\Delta C_{p}dT-T\int _{298}^{T}\Delta C_{p}{\frac {dT}{T}}}
Несколько упрощённый вариант этой формулы получают, считая сумму теплоёмкостей веществ не зависящей от температуры и равной сумме теплоёмкостей при 298 K:
{\displaystyle \Delta G_{T}^{0}=\Delta H_{298}^{0}-T\Delta S_{298}^{0}+\Delta C_{p~298}(T-298)-T\Delta C_{p~298}\ln {\frac {T}{298}}}
И ещё более упрощённый расчёт проводят, приравнивая сумму теплоёмкостей к нулю:
{\displaystyle \Delta G_{T}^{0}=\Delta H_{298}^{0}-T\Delta S_{298}^{0}}
Переход от {\displaystyle \Delta G_{T}^{0}} к константе равновесия осуществляется по приведённой выше формуле.